# 2017年サンクトペテルブルク地下鉄爆破テロ事件
2017年サンクトペテルブルク地下鉄爆破テロ事件（2017ねんサンクトペテルブルクちかてつばくはテロじけん）とは、2017年4月3日にロシアのサンクトペテルブルク地下鉄2号線のセンナヤ広場駅と工科大学駅において発生した爆発事件。

## 背景
以前からチェチェン分離主義者による複数のテロがロシア国内で発生していたが、地下鉄を狙ったテロは2010年の地下鉄爆破テロを最後に、7年間に渡って起こっていなかった。2016年2月、ISILはロシアのシリア軍事介入を理由に、サンクトペテルブルクとモスクワをターゲットとした攻撃を企んでいたが、治安当局により察知され、ISILの武装勢力7人が逮捕されていた。その中には、ロシア人や中央アジア人、トルコ出身の首謀者が含まれていた。ISILのプロパガンダがこの事件の前から出回っており、支持者がモスクワでストライキを始めるように奨励されていた。そのプロパガンダの中には、プーチン大統領の頭部に弾丸の穴が描かれたポスターもあり、「我々はロシアを焼きつくす (We Will Burn Russia)」というメッセージを含んでいた。プーチン大統領は、事件当日、生まれ故郷であるサンクトペテルブルクを訪れていた。

## 攻撃

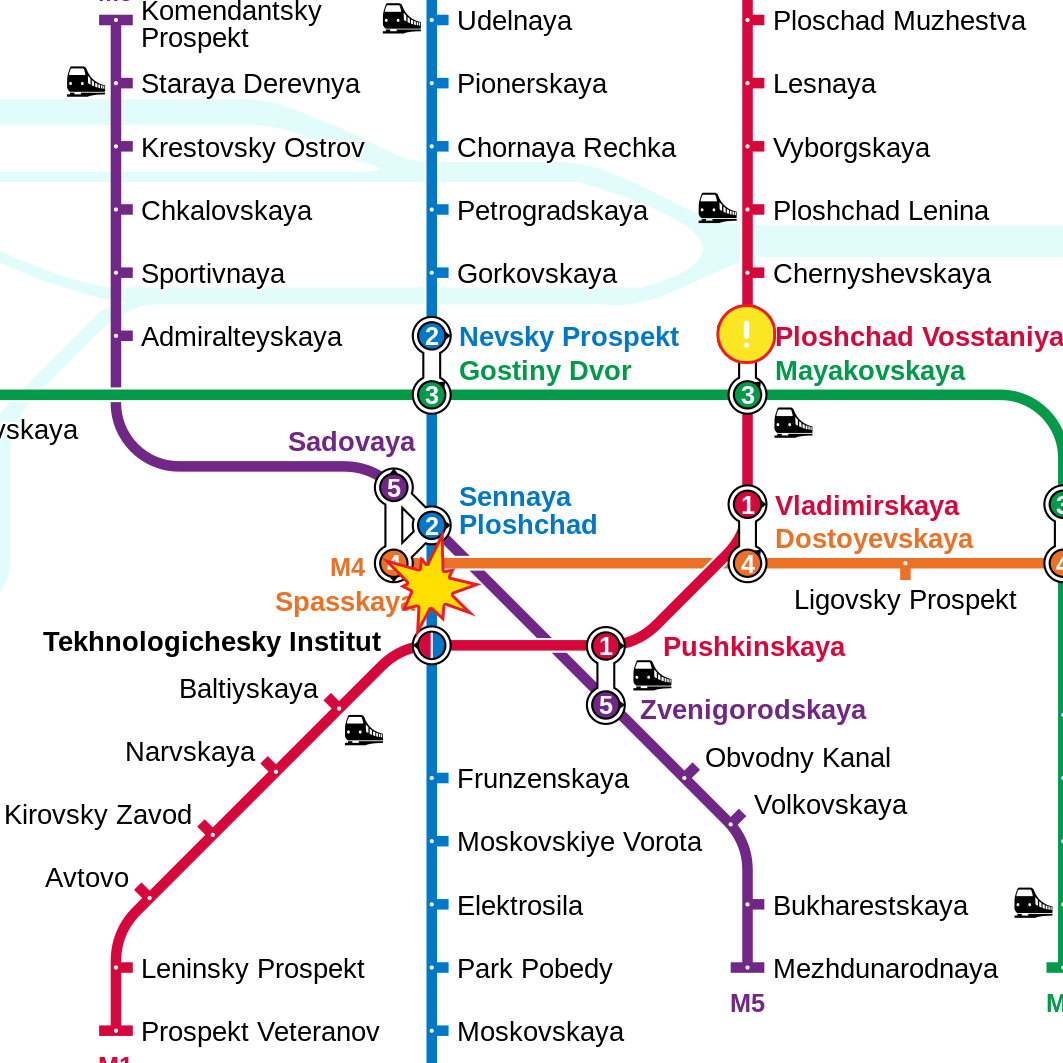
列車内で爆弾が爆発した2号線のセンナヤ広場駅-工科大学駅間と爆弾が発見された1号線の蜂起広場駅の位置

2017年4月3日、爆発物を含む約1キロの装置がサンクトペテルブルク地下鉄のセンナヤ広場駅と工科大学駅の間のトンネルを通過中の列車上で爆発した。爆発の報を受けてサンクトペテルブルクの全地下鉄駅がすぐ閉鎖された。その後、夕方になってからサンクトペテルブルク地下鉄3号線、4号線、5号線の運行が再開した。
インテルファクス通信のニュースによるとこれは自爆テロで、イスラーム過激派に関連する中央アジア系の人物の犯行である疑いがあるということである。2つめの爆弾は1号線の蜂起広場駅で発見され、解除された。玉軸受、ねじ、榴散弾を用いた装置であったということである。消火器に隠されており、1キロ程度のTNTを含んでいた。
爆発に使用された装置はブリーフケースに入れられていた。二度目の爆発に用いられた装置は別の地下鉄駅で見つかり、信管は除去された。

### その後
攻撃後に警戒が強化され、金属探知機の使用による保安検査が行われた。モスクワ地下鉄では7年前にモスクワ地下鉄爆破テロ事件が起こっており、さらなる攻撃を防ぐため保安検査が強化された。さらにモスクワ地下鉄は、支援が必要であればサンクトペテルブルク地下鉄を支援する準備があるという声明も出した。地元のメディアはナガチンスカヤ駅、サヴョロフスカヤ駅、ウグレシスカヤ駅で当局が疑わしい包みを発見したとリポートし、当局は後でこのエリアを閉鎖した。ロシアの捜査当局によると、爆発が起こった際に列車を止めないと運転手が決めたおかげでさらなる死者の発生を避けることができたということである。

## 犠牲者
| 国籍             | 死者数 |
| ---------------- | ------ |
| ロシア           | 13     |
| カザフスタン     | 1      |
| アゼルバイジャン | 1      |
| 合計             | 15     |

ロシア保健省の発表によれば、およそ50人が死傷し、内7人が即死し、8人が搬送後に死亡した。39人が病院に搬送され、うち6人が重傷を負った。けが人には、子どもも含まれる。

## 被疑者
ロシアとキルギスの諜報機関は、このテロを首謀した被疑者として、22歳のキルギス系ロシア人のアクバルジョン・ジャリロフ (Акбаржон Джалилов) を特定した。ジャリロフは1995年にキルギスのオシに生まれ、2011年頃、モスクワにやってきた。ロシア紙のモスコフスキー・コムソモーレツによれば、Gazeta.ruが、ジャリロフは2015年に寿司屋で調理人として働いていたと報じているという。一方で、他の情報源によれば、テロの数週間前に失踪するまで自動車修理工場で働いていたとしている。

### 第一報
2017年4月3日時点で捜査当局は、攻撃は自爆テロであり、中央アジア系の人物が被疑者であると考えられると述べていた。複数の報道では、被疑者は22歳のカザフスタン移民であるとあるとしたが、後にテロ犠牲者であると判断された。その後、被疑者としてあげられたのは23歳のキルギス系ロシア人であり、この人物は国際的過激派グループとの接点を持っているという。当初、警察は関与の疑いのある男2人の写真を公開していた。1人は直ちに警察に赴き無実を訴え、インテルファクス通信は関与したのは1人だけであると報道した。

## 反応

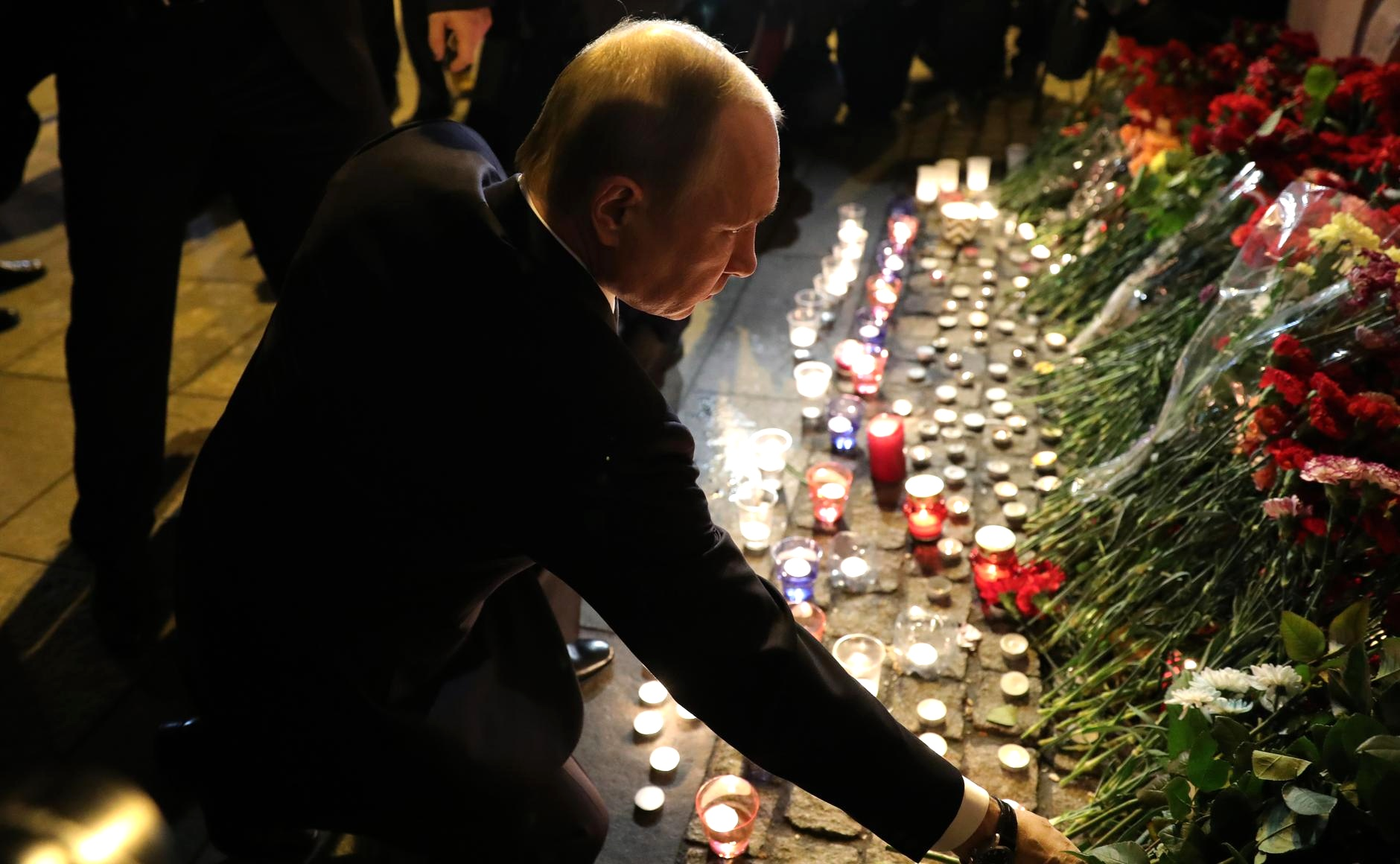
地下鉄駅に追悼のため献花をするウラジーミル・プーチン大統領

### 国内
ロシア連邦大統領ウラジーミル・プーチンは攻撃が起こった時サンクトペテルブルクにおり、徹底的に捜査をすると強く述べた。のちに攻撃の現場を訪れたが、保安上の理由でロシア連邦警護庁は直接の訪問を禁じた。プーチンは別件でベラルーシ大統領アレクサンドル・ルカシェンコと会談中であり、プーチンが声明を出した後、ルカシェンコも爆破について悲しみの意を表明した。
モスクワ市長セルゲイ・ソビャーニンも攻撃の被害者に対する弔意を示し、モスクワの輸送インフラに関して保安を強化するよう命じた。ロシア保健大臣ヴェロニカ・スクヴォルツォワはサンクトペテルブルクにいる医師たちに被害者を助けるよう指示した。
チェチェン共和国首長ラムザン・カディロフは地下鉄爆破事件をテロとして強く非難し、犯人を明らかにし処罰すべきだと述べた。

### 国外
ウクライナは自国での攻撃を恐れて地下鉄駅の保安を強化した。
日本は、内閣総理大臣だった安倍晋三が記者団のインタビューに応じ、今回の事件について「テロは断じて許すことは出来ぬ」と語り、犠牲者への哀悼の言葉を発した。